# Hochrappenkopf
Le Hochrappenkopf est une montagne culminant à 2 424 ou 2 425 m d'altitude dans les Alpes d'Allgäu.
Il se situe au sud-ouest du Rappensee, à l'est du Rappenseekopf et au sud-ouest le Biberkopf. Au nord, une arête mène au Kleiner Rappenkopf.
Un sentier balisé mène au sommet du Hochrappenkopf. On peut le prendre depuis le refuge du Rappensee vers le Biberkopf. L'arête au nord-ouest est assez facile (cotée 3) mais est rarement empruntée.